# Symboles Adinkra
Ne doit pas être confondu avec Symboles Adinkra (physique).

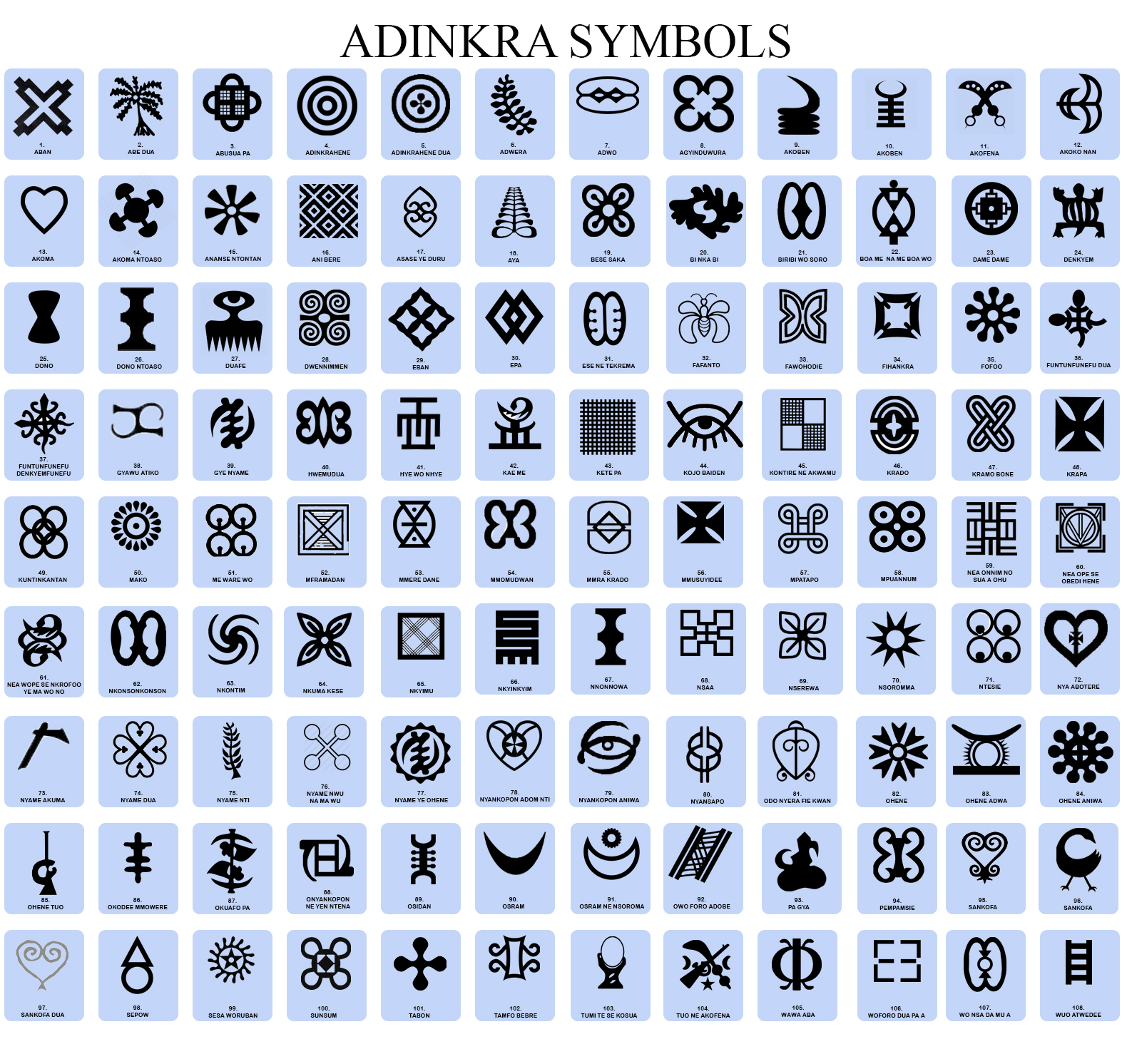
Exemples de symboles Adinkra recensés.

Les Adinkra sont des symboles  représentent des concepts ou des aphorismes. Répandus en Afrique de l'Ouest, ils ont été créés par les peuples Akan.
Les Adinkra sont largement utilisés sur les tissus, en poterie, en sculpture sur bois et dans les logos. Ils sont souvent incorporés dans les murs ou d'autres pièces architecturales. Les adinkra sont généralement produits via la gravure sur bois ou la sérigraphie. Ils peuvent être utilisés pour communiquer des messages liés à la vie privée d'une personne ou de ceux qui l'entourent. Les symboles adinkra apparaissent sur certains poids-or Akan traditionnels, ainsi que gravés sur des tabourets à usage domestique ou rituel. Le tourisme a entraîné de nouveaux usages des Adinkra, sur des objets comme les t-shirts ou les bijoux. Ils sont également une inspiration fréquente pour les tatouages.
Ces symboles ont une fonction décorative, mais représentent également des images porteuses de messages liés à la sagesse traditionnelle, à des aspects de la vie ou de l'environnement. Il existe de nombreux symboles différents, chacun lié à une signification spécifique voire à un proverbe. Selon les mots du philosophe ghanéen Kwame Anthony Appiah, ils étaient un moyen de « soutenir la transmission d'un ensemble complexe et nuancé de pratiques et de croyances ».
Les symboles Adinkra sont parfois considérés comme une forme d'écriture, réfutant l'idée que les peuples africains ne possédaient pas de système d'écriture avant leurs contacts avec les Européens.

## Origines

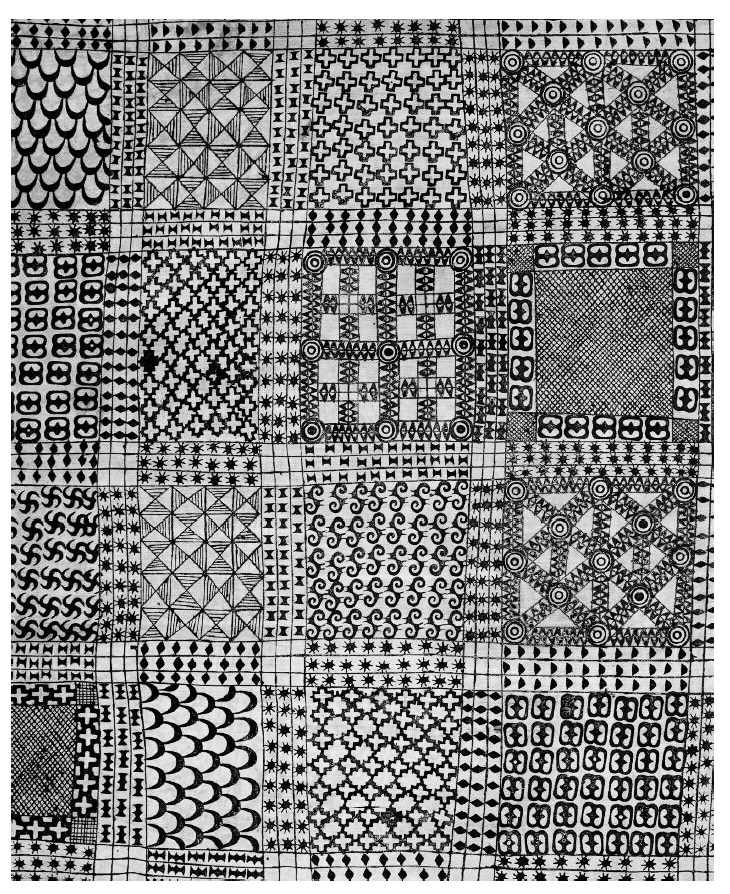
Tissu Adinkra de deuil de 1817

Les symboles Adinkra ont été originellement créés par les Abrons de la région de Gyaman (en actuelle Côte d'Ivoire), un peuple Akan de la Côte d’Ivoire et du Ghana. Selon des sources divergentes, ces symboles dateraient du début du XVIIIe siècle ou du début du XIXe siècle. Le roi du Gyaman Nana Kwadwo Agyemang Adinkra, régnant vers 1818, aurait créé ces symboles et leur aurait donné son nom,,. D'autres sources citent la date de 1701.
Il est cependant certain que les symboles Adinkra sont alors d'un usage largement répandu chez les Abrons, aussi bien sur la poterie, les tabourets, que sur les vêtements royaux. Leur usage se propage ensuite aux populations Ashantis et à d'autres royaumes Akan au gré des conquêtes militaires. La légende veut en effet que les artisans abrons qui concevaient ces vêtements pour les rois aient été forcés, à la défaite de leur royaume, d'enseigner leur art aux Ashantis. Cela aurait notamment été le cas du fils aîné du roi, Apau, qui était réputé très doué dans l'art des Adinkra. Les sources orales soutiennent l'hypothèse selon laquelle Adinkra Apau aurait enseigné le procédé de fabrication à un homme nommé Kwaku Dwaku dans une ville proche de Kumasi,,. Avec le temps, tous les peuples Akan, notamment les Fanti, les Akuapem et les Akyems, se sont approprié les symboles Adinkra pour en faire une part intégrante de leur culture.

## Techniques et production

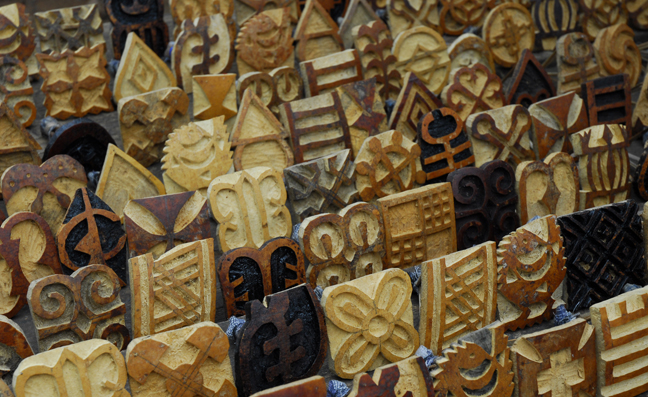
Tampons Adinkra en calebasse.

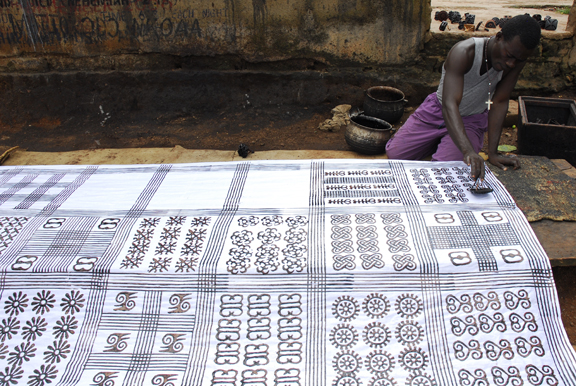
Impression de symboles adinkra sur tissu à l'aide d'un tampon gravé en calebasse, à Ntonso.

### Technique traditionnelle
Traditionnellement, les motifs sont créés à l'aide de tampons creusés dans des calebasses et d'une teinture végétale. Les tampons en calebasse mesurent 5 à 8cm2, comportent une poignée au dos, et le tampon lui-même est légèrement incurvé de sorte que la teinture puisse être appliquée en un mouvement de bascule. L'impression se fait à la main sur du tissu en coton brut naturel tissé à la main. Les motifs sont appliqués en rouge, brun ou noir selon l'occasion et le statut de la personne portant le vêtement.
Le pigment sombre aduro, utilisé pour l'impression au tampon et fabriqué à Ntonso, est obtenu à partir de l'écorce interne et des racines de l'arbre bridelia qui sont trempées dans l'eau, broyées et bouillies au feu de bois. Une fois la couleur sombre libérée, le mélange est filtré, puis bouilli encore pendant plusieurs heures jusqu'à épaissir.

### Production moderne
De nos jours, les tissus et vêtements Adinkra sont fréquemment produits en masse et sur des tissus de couleurs plus vives. Cependant le village de Ntɔnso, au Ghana, à 20km au nord de la ville de Kumasi, reste un centre de production traditionnel de tissu adinkra. La Côte d'Ivoire est également un producteur important.

## Textile Adinkra

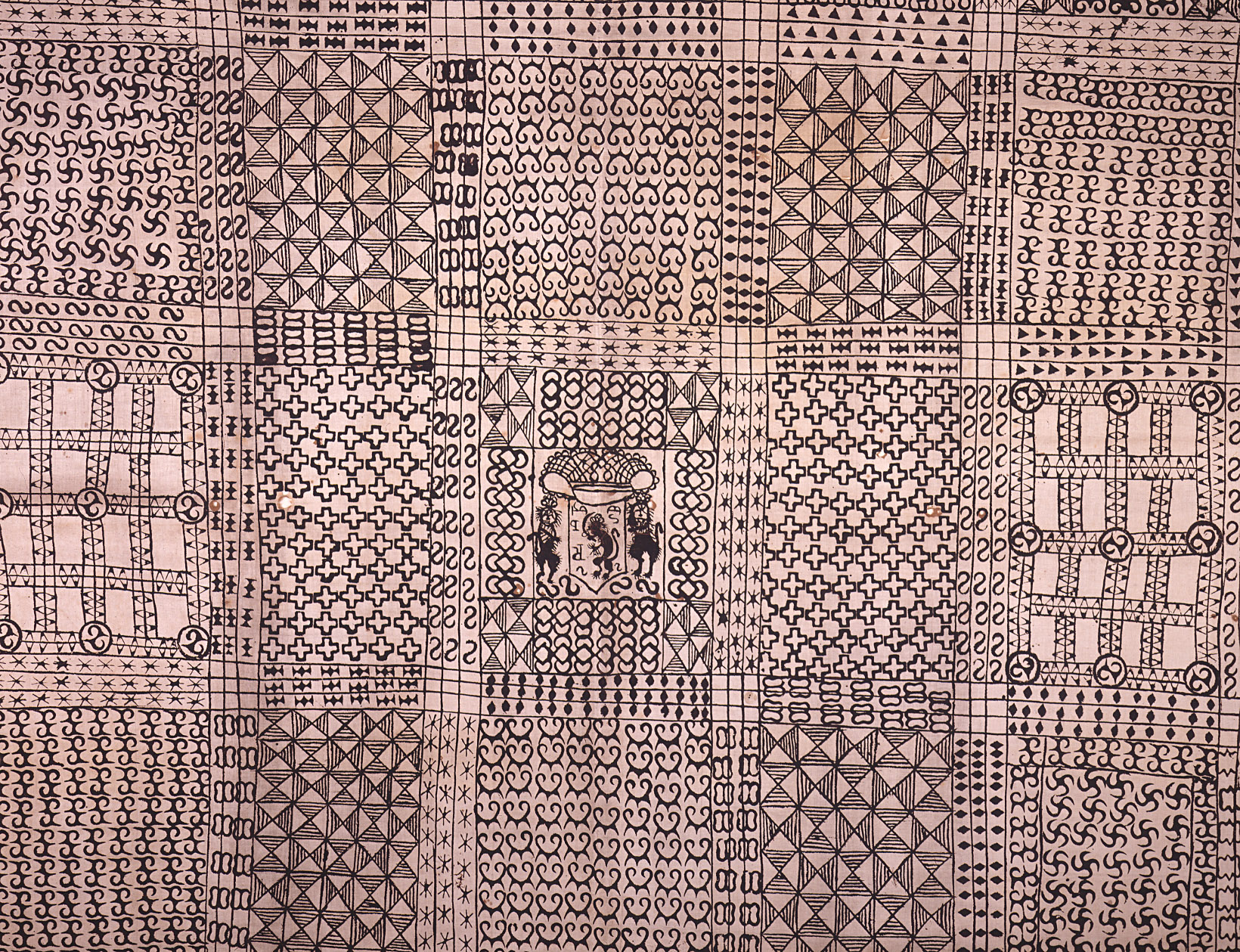
Tissu Adinkra de 1825 offert au roi des Pays-Bas (dont les armoiries se trouvent au centre du motif).

Les vêtements Adinkra étaient traditionnellement portés par les membres des familles royales et les guides spirituels à l'occasion des funérailles et d'autres occasions rares. Encore aujourd'hui, il s'utilise principalement pour les occasions spéciales.
Le plus ancien tissu adinkra connu comportait quinze symboles différents, notamment des nsroma (étoiles), dono ntoasuo (doubles tambours Dono) et des diamants. Il est aujourd'hui conservé au British Museum.
Le deuxième vêtement adinkra le plus ancien fut envoyé depuis le fort de Saint-Georges-de-la-Mine au cabinet de curiosités royal de La Haye à la suite d'une demande du major F. Last, nommé gouverneur temporaire de la Côte-de-l'Or néerlandaise. Il avait requis l'envoi de la part du plus grand chef Fanti de la région à l'attention du roi Guillaume 1er des Pays-Bas, ce qui explique la présence  des armoiries des Pays-Bas en son centre. Le reste des motifs est typique d'Adinkra anciens. Cette pièce est exposée au Musée d'ethnologie de Leyde.

## Galerie

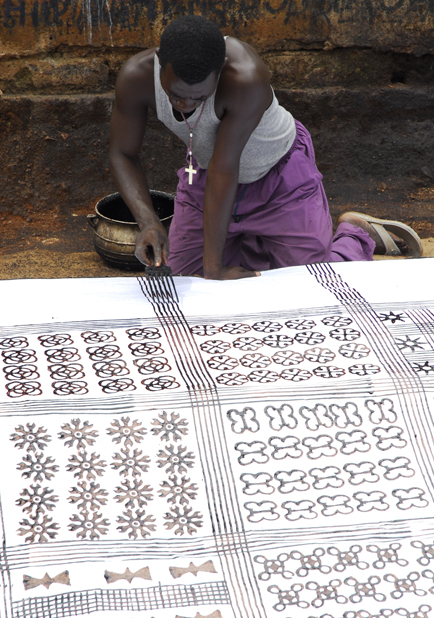
Utilisation d'un peigne pour tracer des lignes parallèles sur un tissu adinkra à Ntonso, Ghana.
Minnsuro obiaa gye nyame, "Je ne crains personne excepté Dieu".
Nea onnim no sua a ohu, "Celui qui ne sait pas peut savoir en apprenant".
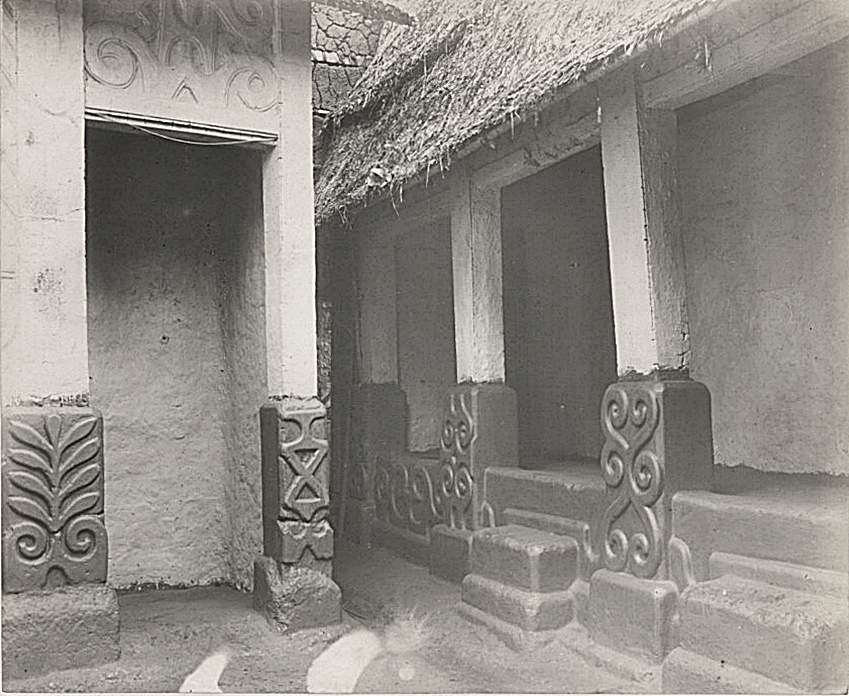
Symboles Adinkra sur les piliers du Palais des Ashantis à Kumasi, vers 1890.
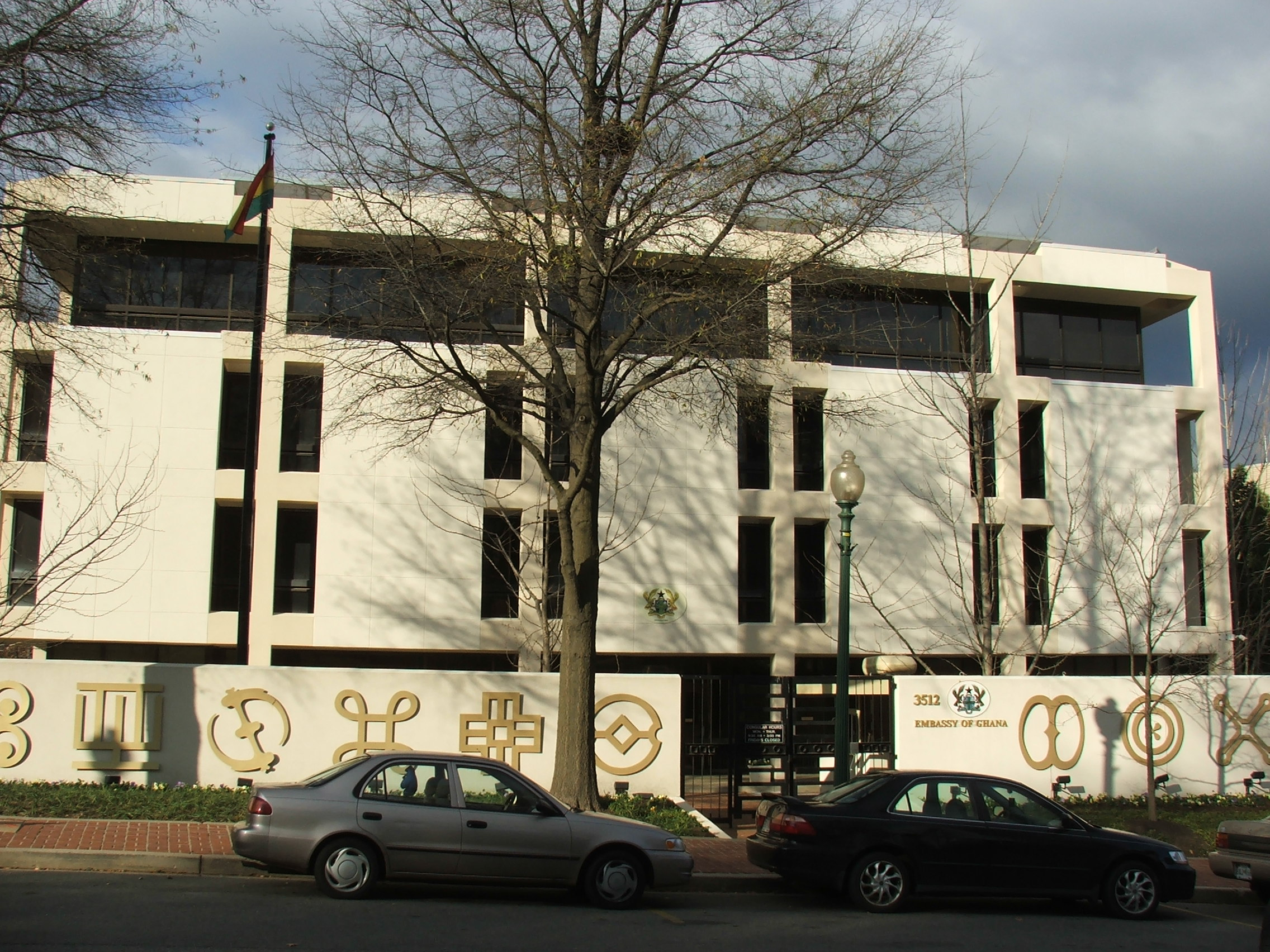
Symboles Adinkra sur l'ambassade du Ghana à Washington DC, 2008.